# Up from the Catacombs - The Best of Jane's Addiction
Up from the Catacombs - The Best of Jane's Addiction è un album discografico di raccolta del gruppo rock statunitense Jane's Addiction, pubblicato nel 2006.

## Tracce
1. Stop!
2. Ocean Size
3. Whores
4. Ted, Just Admit It...
5. Ain't No Right
6. Had a Dad
7. Superhero
8. Been Caught Stealing
9. Just Because
10. Three Days
11. I Would For You
12. Classic Girl
13. Summertime Rolls
14. Mountain Song
15. Pigs in Zen
16. Jane Says (live)

## Formazione
- Perry Farrell - voce, armonica
- Dave Navarro - chitarre, tastiere, basso
- Stephen Perkins - batteria, percussioni
- Eric Avery - basso, chitarra acustica
- Chris Chaney - basso (7 & 9)